# Tahar Ben Ammar
Pour les articles homonymes, voir Ammar.
Tahar Ben Ammar (arabe : طاهر بن عمار), né le 25 novembre 1889 à Tunis et mort le 10 mai 1985, est un homme d'État tunisien qui a joué un rôle primordial dans le mouvement national tunisien dès 1920, où il est membre de la première délégation du Destour, jusqu'en 1956.
En tant que chef du gouvernement tunisien, c'est lui qui signe les accords d'autonomie interne en 1955 et le protocole d'indépendance en 1956.

## Biographie

### Jeunesse et formation
Issu d'une famille de propriétaires terriens de la grande bourgeoisie tunisoise installés au début du XIXe siècle après avoir quitté Tripoli, Tahar Ben Ammar naît le 25 novembre 1889 dans le quartier de Ras ed-Derb à Tunis. Son père est alors propriétaire de plusieurs domaines agricoles à Bourada, Kharja (pont de Bizerte) et Cebala, qu'il gère en utilisant les techniques agricoles les plus modernes à l'instar des colons français. Il obtient d'ailleurs la médaille d'argent dans la section « élevage » au concours agricole de Tunis en 1893. Tahar est par ailleurs le neveu de Younès Hadjouj, ministre de la Plume entre 1932 et 1935.
Il effectue ses études primaires et secondaires au collège Alaoui jusqu'en 1906, date à laquelle il rejoint le lycée Carnot. Mais la mort de son père en 1907 le contraint à abandonner ses études pour diriger l'exploitation familiale.
Passionné par l'évolution des techniques agricoles, il voyage beaucoup entre l'Europe et la Tunisie pour acquérir les machines les plus modernes. Il se tient également au courant des derniers procédés agricoles qui lui permettent d'obtenir des rendements identiques aux exploitations françaises. Toutes ces démarches lui permettent de nouer de nombreux contacts avec des hommes d'affaires et des parlementaires français qui vont lui être très utiles dans sa carrière politique.

### Membre du Destour

#### Création du Destour
Acquis aux idées nationalistes par l'entremise de Khairallah Ben Mustapha, Tahar Ben Ammar se rapproche des Jeunes Tunisiens dont il partage les idéaux. Le succès du livre d'Abdelaziz Thâalbi, La Tunisie martyre paru en 1919, convainc ces derniers de la nécessité d'envoyer une délégation à Paris pour présenter les doléances tunisiennes aux parlementaires français. Une première réunion de préparation se tient le 1er février 1920 au domicile d'Ali Kahia, où Ben Ammar retrouve Hassen Guellaty, Mohamed Noomane, Taïeb Jemaïel et Sadok Zmerli. Déjà les premières divergences apparaissent entre les partisans de l'indépendance et les pragmatiques, tel Ben Ammar, qui préconisent d'avancer par réformes successives. Le 6 juin 1920, après plusieurs mois de négociations, l'accord se fait sur des revendications résumées en neuf points parmi lesquels la demande d'une Constitution et la création d'une assemblée tunisienne. Ce jour marque la naissance du parti nationaliste, le Destour.

#### Première délégation
Le 8 juin, une délégation composée de trois avocats (Ahmed Essafi, Salah Bel Azouza et Béchir Acacha) et deux cheikhs de zaouïas (Béchir El Boukri et Mustapha El Bahi) partent pour Paris où ils espèrent présenter les revendications destouriennes au gouvernement français. Tahar Ben Ammar les rejoint le 17 juin. Grâce à ce dernier, les émissaires peuvent rencontrer des parlementaires et des journalistes au cours d'une réception organisée par la veuve de René Millet, ancien résident général de France en Tunisie. Le succès des démarches de la délégation est mitigé puisque Alexandre Millerand, président du Conseil et ministre des Affaires étrangères, refuse de les recevoir. On frôle même la catastrophe lorsque la chambre d'hôtel d'Ahmed Essafi est perquisitionnée par la police française et la pétition confisquée. Ben Ammar utilise alors ses relations politiques pour entrer en contact avec Millerand qui fait restituer les papiers confisqués à la délégation.

#### Deuxième délégation
L'échec de la première délégation a prouvé aux destouriens la nécessité d'envoyer une deuxième délégation composée de représentants bénéficiant d'un a priori favorable. Le nom de Tahar Ben Ammar comme président de la délégation s'impose de lui-même grâce à l'utilité de ses relations. En accord avec les autres membres du parti, il choisit ses compagnons qui comprennent un avocat israélite (Elie Zérah, adjoint), un avocat musulman (Hassouna Ayachi, secrétaire), un délégué à la Conférence consultative tunisienne (Abderrahman Lazzam) et un notable (Hamouda Mestiri). C'est un plein succès puisque dès le 27 décembre, ils sont reçus par Lucien Saint, le nouveau résident général, qui a reculé son départ pour Tunis pour les recevoir et entendre leurs doléances. En janvier 1921, ils rencontrent le président du Conseil Georges Leygues et son successeur Aristide Briand : aucun ne s'engage sur les réformes à appliquer en Tunisie mais des consignes sont données à Lucien Saint pour apporter des réponses aux Tunisiens. Pour rassurer les Français sur le loyalisme de leur démarche, Ben Ammar écrit au journal Le Temps un courrier qui paraît dans l'édition du 30 janvier 1921 : « Nous demandons une chambre délibérative élue au suffrage universel ou, à défaut, au suffrage le plus large, à condition d'en assurer l'indépendance complète vis-à-vis de l'administration, où siègeraient, en nombre égal, Français et Tunisiens, dans une collaboration permanente, pour que les Français profitent de notre expérience et pour que nous profitions des expériences des Français »,.

#### Départ du Destour
Mais dès le retour à Tunis, les désaccords entre destouriens éclatent, habilement entretenus par Lucien Saint. Dès le 21 janvier 1921, celui-ci prévient les nationalistes qu'il y a incompatibilité entre Constitution et protectorat. C'est donc une menace à peine voilée contre le jeune parti qui court le risque d'être dissous et poursuivi pour atteinte aux traités. Ses membres, issus pour la plupart de la bourgeoisie tunisoise, n'ont aucune envie de se retrouver hors la loi. C'est le cas de Hassen Guellaty qui a toujours été opposé à la revendication d'une assemblée devant laquelle le gouvernement serait responsable. Conscient de la disparité des forces, il préconise une plus grande prudence en se contentant de réformes progressives visant à améliorer la situation matérielle des Tunisiens en collaboration avec le gouvernement. Le 16 avril 1921, il quitte le Destour et fonde le Parti réformiste destourien.
Malgré ses liens d'amitié avec ce nouvel opposant, Tahar Ben Ammar reste au Destour, où il devient membre de la direction. Cependant, il désapprouve les violentes attaques dont Guellaty est l'objet et se sent plus proche du programme politique de son ami. Bien que présent à la commission exécutive du Destour le 1er juillet 1921, il finit par quitter le parti quelques mois plus tard.

### Membre du Parti réformiste
Le 9 décembre 1921, Tahar Ben Ammar fait partie de la délégation des quarante réformistes venus présenter leur programme de réformes au résident général parmi lesquelles la fixation au sol des fellahs et la création de crédits agricoles et commerciaux. Il signe là son départ du Destour et son ralliement au Parti réformiste, plus proche de sa conviction de la nécessité d'une évolution progressive des institutions tunisiennes vers plus de représentativité de la population en évitant d'entrer en conflit avec la puissance coloniale.
Les réformes promises par Lucien Saint sont enfin dévoilées le 13 juillet 1922. Des conseils de caïdats, de cheikhats et de régions sont créés, la Conférence consultative tunisienne est réformée pour devenir le Grand Conseil et le nombre de délégués tunisiens passe de seize à 18 membres (contre 44 Français). Mais, contrairement à la législature précédente, ces membres sont élus et non plus désignés par la résidence générale et les délégués disposent d'un pouvoir de veto sur les réformes budgétaires du gouvernement.
Contrairement au Destour qui condamne la portée très restreinte de ces décrets, le Parti réformiste adresse « ses sincères et respectueux remerciements » au bey et au gouvernement dans un télégramme signé, entre autres, par Ben Ammar. Ils y formulent l'espoir que « le décret en préparation sur l'organisation du Grand Conseil consacrera le principe de l'égalité du nombre des représentants français et tunisiens et que les élections des municipalités promises suivront à très bref délai ». C'est la dernière trace d'une participation de Ben Ammar à l'activité de ce parti qu'il quitte vers 1924.

### Membre du Grand Conseil
Le décret du 21 janvier 1920 crée la Chambre consultative indigène des intérêts agricoles du Nord de la Tunisie. Candidat aux élections, Tahar Ben Ammar est élu par les représentants des agriculteurs, mais son élection est refusée par le gouvernement au vu d'une enquête de la section d'État le présentant comme « de bonne moralité et sans antécédent judiciaire mais [...] suspect au point de vue politique comme militant du parti nationaliste tunisien. À ce titre, elle recommande de l'écarter » bien qu'il « aurait adopté une attitude conciliatrice à Paris et qu'il est apte au point de vue agricole ».
Son retrait de la vie politique et sa compétence reconnue dans le domaine agricole incitent le gouvernement à accepter sa nomination le 28 juillet 1928. Il est aussitôt élu président de la chambre par ses pairs, ce qui va lui permettre de défendre les intérêts des agriculteurs tunisiens face à la politique foncière du gouvernement.
La même année, il est élu délégué au Grand Conseil en tant que représentant de la chambre d'agriculture. Il y rejoint M'hamed Chenik qui profite de cette tribune pour y exposer les revendications tunisiennes. Dès 1929, le nouveau résident général François Manceron écrit que « l'instance des représentants tunisiens s'est révélée tenace et pressante. Les grands conseillers tunisiens demandent le relèvement du niveau de la société tunisienne et l'affirmation de sa personnalité propre ». Le directeur de l'Agriculture est même pris à partie et menacé d'ajourner la discussion de son budget. Pour calmer l'assemblée, le résident général doit promettre qu'il empêchera, à l'avenir, toute expulsion des cultivateurs indigènes.
Les positions de Ben Ammar sont approuvées par Habib Bourguiba en 1933. Alors éditorialiste dans le journal L'Action tunisienne, il salue la prise de position du délégué qui demande au gouvernement la création d'un office de rachat des terres des cultivateurs tunisiens durement touchés par la crise économique mondiale.
Les deux hommes tentent d'unir leurs efforts en 1936 lorsque des concertations sont engagées entre les représentants du Néo-Destour et les délégués M'hamed Chenik, Ben Ammar, Moncef El Okby, Abdeljelil Béji et Abderrahman Lezzam. Toutefois, face à la stratégie d'escalade initiée par Bourguiba, le dialogue est suspendu à la fin de l'année 1937.

### Seconde Guerre mondiale
Tahar Ben Ammar prend la succession de Chenik à la présidence de la section tunisienne du Grand Conseil de 1936 à 1938. Le déclenchement de la Seconde Guerre mondiale entraîne la suspension de l'assemblée qui est remplacée par un comité consultatif de cinq membres français et cinq membres tunisiens parmi lesquels Ben Ammar ; ce comité ne sera jamais convoqué.
La fin des combats en Tunisie permet la reprise des travaux du Grand Conseil le 20 octobre 1943. En tant que président de la section tunisienne, Ben Ammar fait adopter à l'unanimité une motion remerciant le résident général des « espérances données aux élites tunisiennes de participer, d'une façon de plus en plus effective, dès que les circonstances le permettront, à la direction et à l'administration du pays » et exprimant le souhait que « ces promesses entrent dans le domaine des réalisations immédiates et que le resserrement de contrôle provoqué par les évènements de guerre prenne fin, en même temps que ceux-ci ». Dix jours après, il est élu délégué tunisien à l'Assemblée consultative provisoire qui se tient à Alger ; cette assemblée doit permettre au général De Gaulle de faire valoir la légitimité de son gouvernement face aux Américains qui veulent imposer leur administration militaire. C'est l'occasion pour le délégué tunisien d'exposer aux plus hauts représentants français les revendications tunisiennes. C'est aussi pour lui la consécration d'être traité sur un pied d'égalité avec tous les parlementaires français. Il en profite pour demander au général De Gaulle l'élection d'une assemblée législative. À la question du général Catroux, « homogène ? », Ben Ammar répond « évidemment homogène », suivie du silence du général De Gaulle.
Les deux hommes se retrouvent à Tunis le 7 mai 1944. Ben Ammar rappelle au chef d'État le souhait que des droits égaux soient reconnus aux Tunisiens et aux Français et qu'une charte constitutionnelle soit octroyée au pays.

### Rapprochement avec les mouvements nationalistes
Cependant, face à l'attentisme des autorités coloniales, un rapprochement s'opère entre nationalistes et délégués politiques. Le 11 septembre 1944, un Comité d'études des réformes est créé, rassemblant, sous la présidence de Tahar Ben Ammar, Mustapha Kaak, Habib Bourguiba, Salah Farhat, Tahar Lakhdar, Mohamed Fadhel Ben Achour, Mohamed Badra et Albert Bessis. Le 30 octobre, le comité diffuse un communiqué réclamant « l'autonomie interne de la nation tunisienne (self government) à base démocratique et dont la forme sera déterminée par une assemblée issue d'une consultation nationale ».

Face aux menaces de répression du résident général Charles Mast, Ben Ammar profite de la session de clôture du Grand Conseil le 13 juin 1945 pour déclarer : 
« Le moment est venu d'écouter notre voix. Que demandons-nous ? Que la masse de notre peuple et que notre élite soient formées pour pouvoir, progressivement, dans le cadre des traités et des conventions, être responsables de la gestion du pays, que ceux qui possèdent déjà cette formation devraient maintenant être appelés aux postes qui conviennent. Nous demandons aussi que les libertés individuelles, qui constituent les fondements de toutes les démocraties, soient proclamées solennellement par les artisans de la résurrection française. »
Pour contrer l'action des délégués tunisiens qui utilisent le Grand Conseil comme relais des revendications nationalistes, la résidence générale fait pression pour que la présidence de la section tunisienne revienne à Mohamed Ben Romdhane, ce qui est chose faite en 1946. Ben Ammar ne retrouve la présidence qu'en 1950, ce qui ne l'empêche pas d'engager un bras de fer avec la résidence pour réclamer des réformes administratives, aidé en cela par Chedly Rehaïem et Ali Belhadj.

### Gouvernement Chenik
Le 10 juin 1950, Robert Schuman, ministre français des Affaires étrangères, à l'occasion de la nomination du nouveau résident général, déclare que « la mission de M. Périllier, est d'amener la Tunisie vers l'indépendance, qui est l'objectif final pour tous les territoires, au sein de l'Union française ». Dès le 24 juillet, la section tunisienne du Grand Conseil à nouveau présidée par Ben Ammar rédige un mémoire réclamant « le respect absolu de la personnalité tunisienne » et l'institution d'« une assemblée tunisienne délibérante et non consultative ».
Le nouveau gouvernement dirigé par M'hamed Chenik, décidé à obtenir l'autonomie interne, s'oppose au résident général Louis Périllier qui lui demande d'aller présenter le budget du gouvernement devant la section française du Grand Conseil. Pour Chenik, une telle démarche reviendrait à reconnaître la co-souveraineté que réclament les tenants de la prépondérance française. Il demande au contraire le remplacement du Grand Conseil par une assemblée tunisienne élue. Il sait qu'il peut compter sur la section tunisienne qui l'a assuré de son soutien indéfectible. Finalement, après des mois de conflit, Chenik accepte de présenter le budget, non devant la section française, mais devant la section mixte réunissant des délégués des sections françaises et tunisiennes, ce qui permet de débloquer la situation.
Ce n'est qu'un sursis : le mandat des délégués du Grand Conseil arrivant à échéance le 1er décembre 1951, Chenik refuse d'organiser les élections devant renouveler la composition de l'assemblée tant que ses demandes de réforme instaurant l'autonomie interne de la Tunisie n'ont pas été satisfaites. La note du 15 décembre 1951 opposant une fin de non-recevoir aux revendications tunisiennes confirme le blocage du processus électoral. Le 9 décembre 1951, le Grand Conseil se réunit pour la dernière fois.

### Années noires
Après la dissolution du Grand Conseil, Tahar Ben Ammar retrouve son poste de président de la chambre d'agriculture tunisienne. La dégradation de la situation en Tunisie à la suite de la répression lancée par le nouveau résident général Jean de Hauteclocque plonge le pays dans une atmosphère de guerre civile. La nouvelle du ratissage du cap Bon à la fin du mois de janvier 1952 bouleverse le président de la chambre d'agriculture qui prend l'initiative de faire une enquête sur place. Son rapport d'enquête est publié par le journal Franc-Tireur le 14 février.
Destouriens et néo-destouriens sont jetés en prison et la démission des ministres du gouvernement Chenik exigée par De Hauteclocque qui refuse de leur parler. Seul Ben Ammar dispose encore d'une liberté de mouvement qui lui permet de répondre à l'invitation du nouveau président du Conseil, Edgar Faure, qui veut trouver une solution au blocage politique. Après s'être concerté avec Lamine Bey et M'hamed Chenik le 10 février et Habib Bourguiba, le 11 février dans sa résidence surveillée à Tabarka, il se rend à Paris le 12 février. Au bout de trois semaines de rencontres avec les principaux dirigeants français et en dépit de l'opposition du résident général, qui est aussi dans la capitale, un plan de résolution de la crise est envisagé et mis au point par François Mitterrand. Il prévoit « une association d'États » permettant aux Français de Tunisie et aux Tunisiens de France d'acquérir les deux nationalités, dans certaines conditions de résidence et d'ancienneté et avec deux assemblées, l'une élue à la fois par les Tunisiens et par les Français à double nationalité, l'autre constituant une sorte de Conseil économique et social consultatif, à représentation professionnelle mais sans prérogatives politiques.
Mais le gouvernement Faure tombe le 28 février. Ben Ammar rentre à Tunis le 1er mars et, dès le 2 mars, il rencontre M'hamed Chenik pour lui faire le résumé de ses entretiens. Le 5 mars, il est à Tabarka pour faire de même avec Bourguiba. Mais De Hauteclocque contre-attaque et lance une campagne de presse pour dénigrer son opposant en relayant de fausses rumeurs le présentant comme un ambitieux visant le poste de grand vizir. Devant la fragilité de ses alliances politiques, le nouveau gouvernement Pinay abandonne le plan de résolution de la crise tunisienne d'Edgar Faure, laissant le régime beylical seul face à un résident général déterminé à le faire plier.

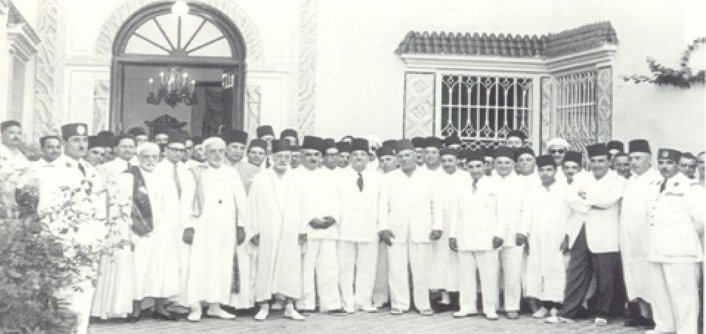
Assemblée des Quarante autour de Lamine Bey.

Un plan de réformes préparé à Paris est présenté pour signature au bey le 28 juillet 1952 mais, contrairement à l'usage, ce dernier refuse de signer et prévient le résident général qu'il lui donnera sa réponse d'ici deux ou trois mois. Le 1er août, il réunit à Carthage quarante personnalités tunisiennes de toutes opinions politiques pour connaître leur avis sur le projet de réformes parmi lesquelles Ben Ammar. Au terme d'un mois d'échanges, l'assemblée conclut au rejet des réformes jugées insuffisantes au regard des aspirations tunisiennes. Le 9 septembre, le bey remet au résident général une lettre à l'attention du président de la République française Vincent Auriol, lui annonçant son refus de signer le projet de réformes.
Le remplacement de Jean de Hauteclocque par Pierre Voizard le 2 septembre 1953 ramène le calme dans le pays et de nombreux prisonniers sont libérés. Des réformes sont promulguées le 18 janvier 1954 : le nombre de ministres tunisiens est augmenté et leurs prérogatives accrues mais on est loin des promesses d'autonomie interne qui avaient auparavant été faites. Pour marquer leur désaccord, une motion signée de plusieurs responsables politiques (dont Ben Ammar) et syndicaux est envoyée au président du Conseil Joseph Laniel le 25 février 1954. Un nouveau gouvernement est nommé sous la direction de Mohamed Salah Mzali. Pour marquer sa réprobation, Ben Ammar décide « de ne plus mettre les pieds à la cour et de ne plus voir le bey ».
Il faut attendre la nomination du gouvernement Mendès France le 18 juin 1954 pour apporter une solution à la crise.

### Négociations des conventions d'autonomie interne

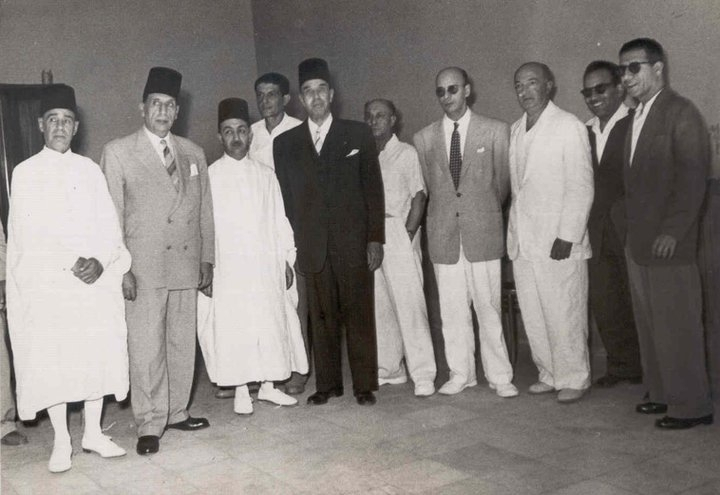
Premier gouvernement Ben Ammar.

Le 31 juillet 1954, le nouveau président du Conseil Pierre Mendès France arrive à l'aéroport de Tunis où il annonce dans le discours de Carthage que « l'autonomie interne de la Tunisie est reconnue et proclamée sans arrière-pensée par le gouvernement français ». Un nouveau gouvernement tunisien doit donc être nommé pour négocier les conditions d'application de ce nouveau régime. Mis au courant de ce qui se préparait, Tahar Ben Ammar avait rencontré le ministre des Affaires marocaines et tunisiennes, Christian Fouchet, le 27 juillet, ainsi que Bourguiba dans les jours suivants. Face à l'exigence des interlocuteurs français de limiter le nombre des ministres néo-destouriens à quatre et de nommer un indépendant au poste de grand vizir, le choix se porte sur Ben Ammar après le refus d'Aziz Djellouli.
Le 18 août 1954, la composition de son gouvernement est annoncée. Les négociations débutent à Tunis le 4 septembre entre Ben Ammar, Djellouli, Mongi Slim, Mohamed Masmoudi et Fouchet et se poursuivent à Paris en l'absence du chef du gouvernement tunisien. Les divergences de vues sont nombreuses entre les négociateurs tunisiens qui veulent recouvrer la souveraineté nationale et les Français qui cherchent à imposer des garanties pour leurs concitoyens. Mais la première pierre d'achoppement est le problème des fellagas qui continuent à faire régner la terreur dans les campagnes. Edgar Faure, alors ministre des Affaires étrangères, rencontre Ben Ammar le 17 novembre et menace de rompre les négociations si le problème n'est pas réglé. Avec l'appui de Bourguiba et malgré les réticences de beaucoup de nationalistes, dont Salah Ben Youssef, qui craignent la perte d'un avantage décisif en l'absence de toute menace armée, le chef du gouvernement demande le 23 novembre aux résistants de remettre leurs armes aux autorités françaises et tunisiennes qui « se portent garantes que les fellagas ne seront ni inquiétés, ni poursuivis ». L'opération est un succès et confirme la légitimité du gouvernement tunisien.

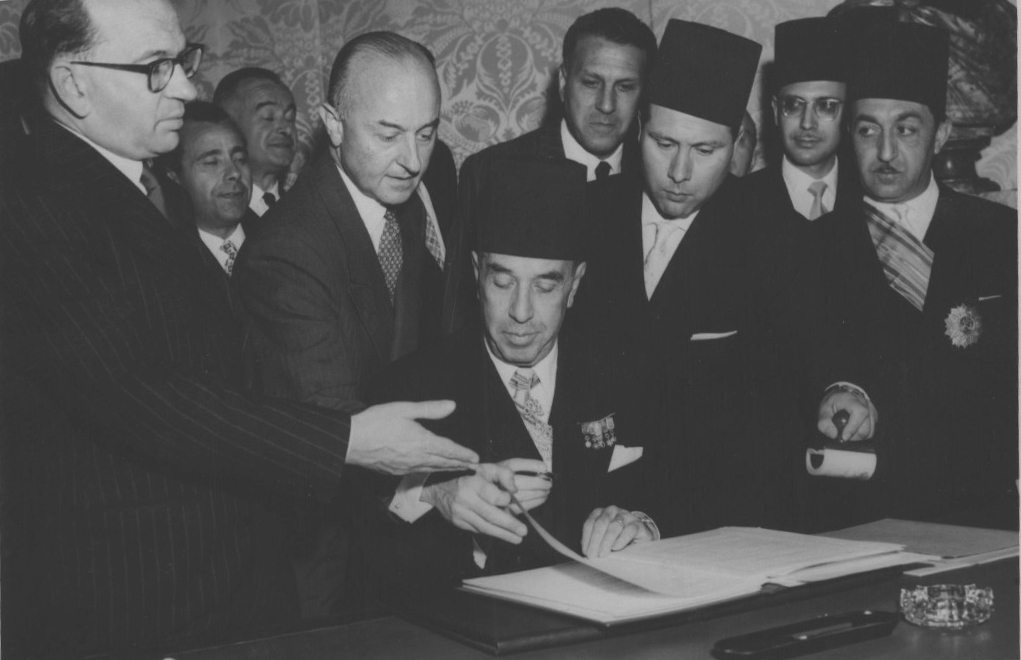
Signature des conventions de l'autonomie interne entre la Tunisie et la France.

Le problème des fellagas résolu, c'est le transfert des forces de police aux autorités tunisiennes qui devient le nouveau point de blocage entre les négociateurs. Pierre Mendès France et Ben Ammar doivent à nouveau se rencontrer entre les 22 et 31 janvier 1955 pour débloquer la situation.
Les négociations sont à nouveau suspendues à la suite de la chute du gouvernement Mendès France le 5 février puis relancées le 15 mars avec le nouveau président du Conseil Edgar Faure qui connaît bien le problème et partage les vues de son prédécesseur. Les deux chefs de gouvernement participent aux réunions entre les 13 et 21 avril pour négocier des compromis acceptables des deux côtés. Les conclusions sont soumises par Faure à Bourguiba le dernier jour pour s'assurer de son accord. Le soir même, le protocole est signé par les deux gouvernements.
Les accords d'autonomie interne sont signés le 3 juin 1955 par Edgar Faure et Pierre July d'une part, Ben Ammar et Mongi Slim d'autre part.

### Négociations du protocole d'indépendance

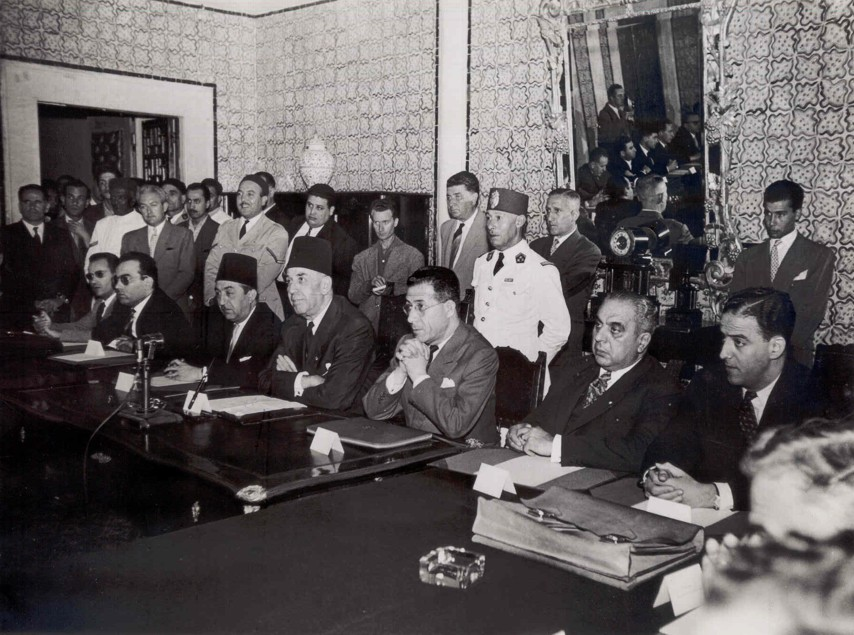
Deuxième gouvernement Ben Ammar.

Après la signature des conventions par le bey, Tahar Ben Ammar remet la démission de son gouvernement le 13 septembre. Dès le lendemain, le monarque le reconduit dans ses fonctions, conscient qu'un large consensus s'est fait sur son nom. Après avoir rencontré tous les acteurs de la scène tunisienne, le chef du gouvernement présente les nouveaux ministres le 17 septembre.
La tâche qui l'attend est difficile : Salah Ben Youssef vient de rentrer en Tunisie et condamne les accords récemment signés. Le Destour a également fait part de son désaccord en exigeant l'indépendance immédiate. Dans le même temps, il faut négocier le passage des administrations sous gestion tunisienne.
Dès le 12 septembre, les attributions des contrôleurs civils sont transférées aux caïds à l'exception de celles concernant la population française. Le 28 novembre, l'administration des forces de police est transférée aux autorités tunisiennes, ce qui a une portée symbolique considérable et permet au gouvernement de rassurer beaucoup de ses concitoyens sur la portée des conventions qu'il a signées. Le décret du 2 février 1956 retire la gestion des voies ferrées à la compagnie française pour la confier à la toute nouvelle Société nationale des chemins de fer tunisiens.
Mais la situation sociale se dégrade : l'Union générale tunisienne du travail reproche au gouvernement de ménager les grandes sociétés et lance des appels à la grève. Ahmed Ben Salah va même jusqu'à dire que « l'immobilisme gouvernemental ne fait qu'alourdir l'atmosphère. Ce qui ne manque pas d'encourager toutes sortes de manifestations ». Les enseignants de l'université Zitouna s'inquiètent des projets de rattachement de leur établissement au ministère de l'Éducation. Les anciens fellagas réclament aussi une juste rétribution pour leurs sacrifices, menaçant de rejoindre les rangs de la rébellion yousséfiste.

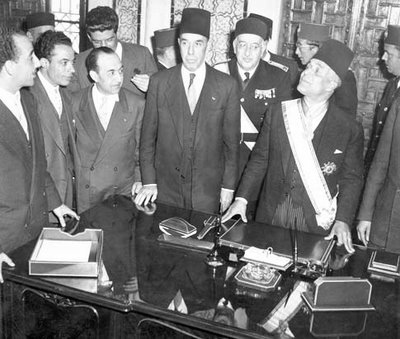
Passation des pouvoirs entre Tahar Ben Ammar et Habib Bourguiba.

Salah Ben Youssef condamne en effet le régime actuel. Assassinats, emprisonnements arbitraires, tortures dans des prisons privées illégales, maquisards qui reprennent les armes contre les forces tunisiennes, enlèvements par des milices et attaques des locaux des adversaires provoquent des dizaines de morts et de nombreux blessés. Le 20 décembre, l'ancien secrétaire général du Néo-Destour déclare que « le gouvernement actuel n'a de tunisien que le nom. Le seul responsable de son maintien au pouvoir est Habib Bourguiba ». Le 28 janvier 1956, sur le point d'être arrêté, Ben Youssef quitte clandestinement la Tunisie pour Tripoli.
Le 28 décembre, la plus vieille revendication des partis nationalistes est enfin réalisée lorsque le gouvernement annonce la prochaine convocation d'une assemblée constituante. Une loi régissant ces premières élections libres est publiée au début du mois de janvier 1956.
De nouvelles négociations avec le gouvernement français sont lancées après le voyage à Paris de Bourguiba le 4 février 1956. Leur objet est défini par le gouvernement tunisien : « l'indépendance et la suppression du traité du Bardo, ainsi que tout ce qui dans les conventions s'opposent à l'indépendance ». Face à l'importance de l'enjeu, Ben Ammar prend la tête de la délégation qui doit négocier avec le gouvernement français à partir du 27 février. Au terme de trois semaines d'âpres discussions, le protocole d'accord franco-tunisien sur l'indépendance de la Tunisie est signé le 20 mars 1956 par Ben Ammar et Christian Pineau, ministre français des Affaires étrangères.
Les élections pour la nouvelle assemblée constituante ont lieu le 25 mars. Ben Ammar y est élu comme tête de liste dans la circonscription Banlieues de Tunis. Le 9 avril, il présente la démission de son gouvernement.

### Arrestation
Les premières sessions de l'assemblée voient l'ancien chef de gouvernement élu à la tête de la commission financière. Toujours président de la chambre d'agriculture tunisienne, il continue à défendre les intérêts des agriculteurs tunisiens. C'est pourquoi il est totalement surpris par le décret du 9 octobre 1957 qui dissout toutes les chambres de commerce et d'agriculture, françaises comme tunisiennes. Au même moment, Bourguiba lui demande de témoigner sur « la trahison du bey » qu'il vient de déposer et d'incarcérer mais Ben Ammar refuse de « piétiner un vieillard à terre ».
Le 6 mars 1958, la maison de Ben Ammar est perquisitionnée à trois heures du matin ; les forces de police recherchent des bijoux appartenant à la femme de Chedly Bey. En tant que membre de la famille beylicale, tous ces biens sont en effet confisqués par la loi du 29 juillet 1957. Zakia Ben Ammar reconnaît avoir eu en sa possession ces bijoux qu'elle a confiés à son frère ; elle est aussitôt arrêtée ainsi que ce dernier et les bijoux saisis. L'après-midi du même jour, Tahar Ben Ammar est arrêté à son tour en dépit de son immunité parlementaire. Aux policiers venus l'arrêter, il refuse qu'on lui menotte le poing droit : « C'est cette main qui a signé le protocole d'indépendance ». Une campagne de presse de journaux proches du pouvoir commence aussitôt suggérant que les faits sont bien plus graves qu'une simple détention de bijoux.
Au bout de quatre jours de garde à vue, l'ancien chef du gouvernement est incarcéré à la prison de Tunis. Le surlendemain, le juge d'instruction se dessaisit de l'affaire au profit de la Haute Cour, arguant que « l'inculpation n'était plus de détournement d'objets saisis par l'État mais qu'elle relève désormais de la confiscation de biens et profits illicites ». Quelques jours plus tard, le juge d'instruction rajoute l'accusation « de délits plus graves, commis lors de son exercice du pouvoir ». Dans la même prison sont incarcérés les membres des gouvernements Baccouche et Mzali.

Remis en liberté le 25 juillet au bout de plus de quatre mois de détention (sa femme restera incarcérée jusqu'au 3 août), Ben Ammar se présente libre à son procès le 1er septembre 1958. L'accusation du recel des bijoux ayant été abandonnée, on l'accuse de fraude fiscale pour un montant de onze millions de francs. Son parcours politique est remis en cause : on l'accuse de connivence avec les autorités françaises ; il est également soupçonné d'avoir entravé le transfert des forces de police à l'administration tunisienne en accord avec le bey. Des témoignages du monarque et de son fils, toujours en détention, l'accusent mais les témoins appelés à la barre nient les faits incriminés. Et lorsque le juge d'instruction lui reproche de s'être opposé à l'indépendance du pays, il explose : 
« Qui a signé le protocole du 20 mars ? N'est-ce pas moi ?

J'ai toujours été contre l'exploitation et la colonisation depuis 1922. J'ai présidé la deuxième délégation pour revendiquer l'indépendance. Est-il concevable que je m'y oppose alors que la coupe est tout près des lèvres ? Mon principe est l'indépendance et la liberté. J'ai toujours été convaincu de la nécessité d'une entente et de négociations avec le parti et le président Bourguiba. Je le disais aux Français, sincèrement. »
Reprenant la parole après la plaidoirie de son avocat, il raconte les circonstances de sa nomination à la tête du gouvernement tunisien à la demande de Bourguiba. Lorsqu'il conclut en criant : « Je suis innocent de tout ce que vous m'attribuez », le procès-verbal du procès signale que « la salle d'audience retentit alors de vifs applaudissements ». Le président de la Haute Cour décide alors de se limiter aux griefs financiers, étant donné que « les à côté politiques sont de pure forme ». Malgré l'intervention de l'avocat qui fait valoir l'incompétence de la Haute Cour pour une affaire fiscale et non pénale, Tahar Ben Ammar est condamné le 8 septembre à une amende de trente millions de francs pour fraude fiscale.

Le verdict provoque une crise politique. Directeur de l'hebdomadaire L'Action tunisienne et ancien secrétaire d'État à l'Information, Béchir Ben Yahmed écrit : 
« Tahar Ben Ammar n'a jamais trahi son pays et a même favorisé, par ses prises de position et ses refus, notre liberté politique. Il ne nous a pas été imposé comme président du Conseil… Le procès qu'on lui fait et qu'on ne fait pas à d'autres prend l'aspect d'une mauvaise querelle et qui nous diminue à l'intérieur et à l'extérieur… Nous sommes de ceux qui souhaitent que recule son influence politique et ceux de sa classe, mais par les voies de la démocratie. »
Le journal est interdit et, par solidarité avec son directeur, Mohamed Masmoudi démissionne du bureau politique du Néo-Destour dès le 8 septembre. Il est aussitôt relevé de son poste d'ambassadeur à Paris. Ben Yahmed finit par s'exiler à Paris où il crée Afrique Action en octobre 1960, qui deviendra Jeune Afrique.
La politique de collectivisation sert de prétexte pour exproprier Tahar Ben Ammar de sa propriété de Kharja en 1963. Il faut attendre 1966 pour voir l'ancien chef de gouvernement à nouveau invité aux cérémonies officielles de la république. Le 25 juillet 1969, il est décoré des insignes du grand cordon de l'Ordre de l'Indépendance. Victime d'un accident cardio-vasculaire en 1983, il décède le 10 mai 1985.

## Décorations
- Grand-croix de l'ordre du Nichan Iftikhar (en tant que Premier ministre)
- Grand cordon de l'Ordre de la République tunisienne[85]
- Grand cordon de l'Ordre tunisien de l'Indépendance[86]